# Australazja

Australazja

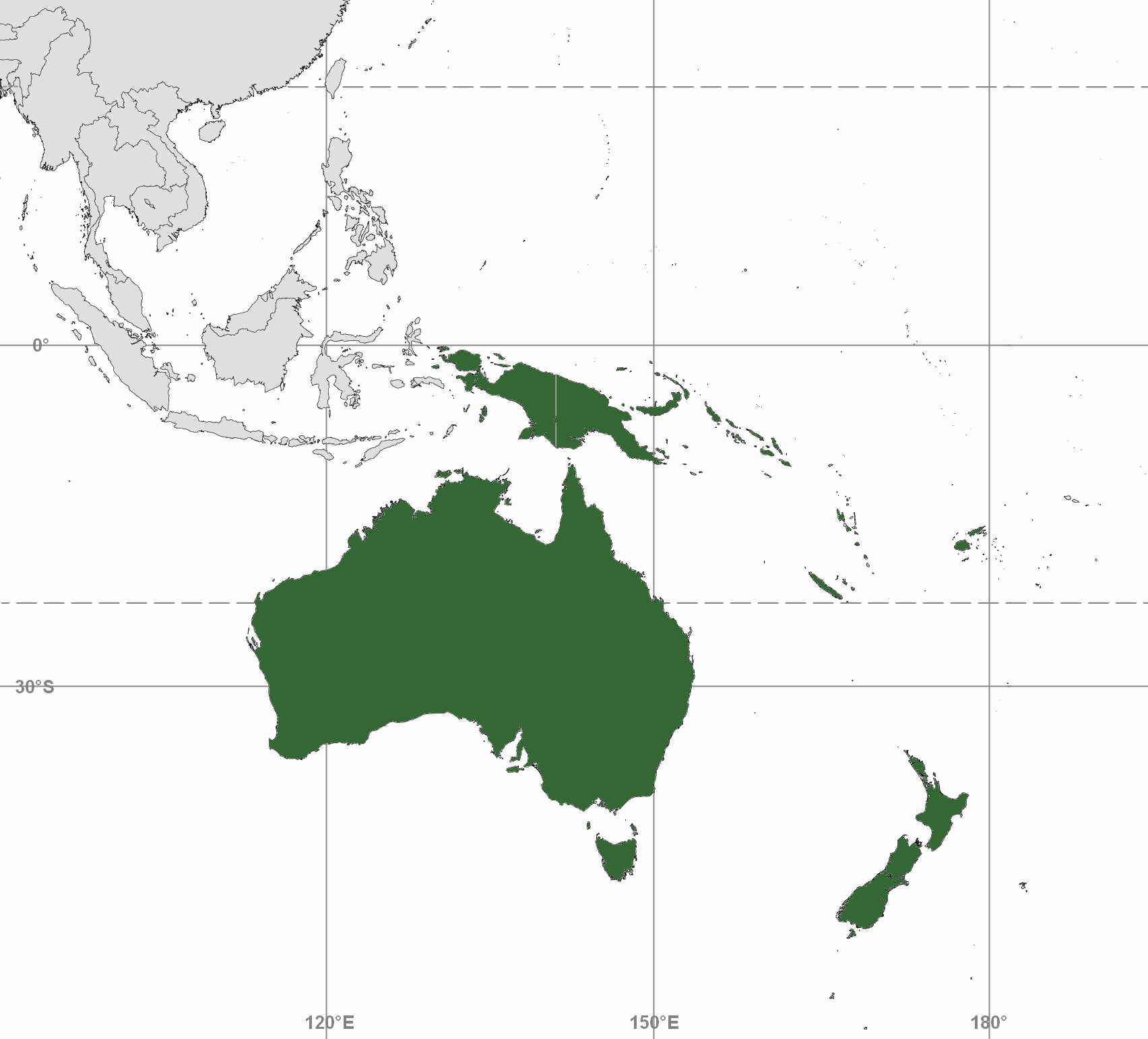
Australazja

Australazja – część świata rozciągająca się na przestrzeni ok. 70 mln km² morskiej półkuli globu (głównie Oceanu Spokojnego). Obszar obejmujący Australię, Nową Zelandię i Melanezję (w tym Nową Gwineę oraz wiele mniejszych wysp w jej okolicach, część z których położona jest we wschodniej części Indonezji). Nazwę utworzył Charles de Brosses w Histoire des navigations aux terres australes (1756).
Obszary lądowe zajmują łącznie 9,2 mln km² (ok. 13% terytorium Australazji, reprezentując tylko 6,2% powierzchni lądowej Ziemi). Jest zamieszkana przez 30,8 mln osób, co odpowiada zaledwie 0,5% globalnego zaludnienia świata (1998).
Pojęcie to ma także znaczenie biologiczne: Australazja odróżnia się zdecydowanie florą i fauną od Azji. Linią rozdzielającą ją biologicznie od Azji jest linia Wallace’a oddzielająca dwie płyty kontynentalne. Wyspy Sulawesi i Lombok położone są po wschodniej stronie tej linii natomiast Borneo i Bali leżą po zachodniej, azjatyckiej stronie.

## Igrzyska olimpijskie

Flaga olimpijskiej ekipy Australazji

Podczas Letnich Igrzysk Olimpijskich w 1908 i 1912 roku Australia oraz Nowa Zelandia wystąpiły pod wspólnym sztandarem Australazji.